# Farkas Ádám (költő)
Alsóőri Farkas Ádám (szlovénül Adam Farkaš) (Szárazhegy, Vas vármegye, 1730. k. – Sopron, 1786. február 12.) evangélikus líceumi rektor, vend és német nyelven alkotó költő.

## Családja és származása
A Muraszombat és Mezővár (ma Tešanovci, Szlovénia) közötti Szárazhegyen (ma Suhi Vrh) született Vas vármegyében. 1690. április 2-án nyertek címereslevelet I. Lipót magyar királytól, amelyen farkas és vörös ruhás puskát tartó vitéz látható. Az 1726-os Vas vármegyei nemesi összeírásban Tesanócon Farkas István a nemességét az 1690. április 2-án kelt armális alapján igazolta. Farkas István apai ági felmenői eredetileg az ősrégi nemesi alsóőri Farkas családból származtak, akik az ágostai hitvallást vettek fel és a 17. század elején elhagyták Alsóőrt, majd először Kancsócra, és végül Tesanócra költöztek el.

## Élete
Farkas Ádám életét 1738-tól lehet nyomon követni, amikor beiratkozott a soproni evangélikus líceumba. 1751-ben Jénában tanult három esztendeig. 1754-ben került vissza Magyarországra és a soproni líceum doktora lett, 1785. november 1-jétől rektora lett, de csak alig négy hónapig láthatta el munkáját, mivel rövidesen meghalt. Halála után, tanítványai megjelentették német nyelven írt verseit, amelyeket még németországi évei alatt szerzett.
Pozsonyban kötött barátságot Bakos Mihály íróval.